# Phippsburg (Maine)
 (mars 2021).
Si vous disposez d'ouvrages ou d'articles de référence ou si vous connaissez des sites web de qualité traitant du thème abordé ici, merci de compléter l'article en donnant les références utiles à sa vérifiabilité et en les liant à la section « Notes et références ».
Phippsburg est une ville du littoral du Maine aux États-Unis.

## Histoire
La ville a été occupée par les Anglais en 1607, avec la Colonie Popham du Maine de Richard Philipps (en), fondée à Phippsburg (Maine) et abandonnée l'année suivante. C'est l'une des toutes premières colonies européennes en Amérique.
Une nouvelle colonie européenne est formée en 1653 lorsqu'un pêcheur du nom de Thomas Atkins achète des terres au chef indien Mowhotiwormet, appelé aussi Chief Robinhood, au sud de Phippsburg, à l'exception de l'ex-colonie de Popham, donnant son nom l'Atkins Bay.
L'économie des ports du Maine fut fortement affectée par l'Embargo Act de 1807 et la guerre de 1812.

## Population
Située dans le comté de Sagadahoc, dans le Maine, sur la rive ouest de la Kennebec (rivière), la ville avait une population de 2 216 habitants en 2010. 